# 比伊莱尚索
比伊莱尚索（法語：Billy-lès-Chanceaux）是法国科多尔省的一个市镇，位于该省中部，属于蒙巴尔区。该市镇总面积22.29平方公里，2009年时的人口为77人。

## 人口
比伊莱尚索人口变化图示